# Stigma (schandvlek)
Een stigma is een brandmerk dat aan een bepaald persoon, groep personen of zaak wordt gekoppeld. Een stigma kan ook een negatief vooroordeel zijn dat leeft onder een bevolkingsgroep. In het Nederlands kent men het afgeleide werkwoord "stigmatiseren". Synoniem hieraan is het "brandmerken". Deze woorden worden gebruikt in overdrachtelijke zin.
Experts vanuit meerdere expertisegebieden werken aan stigmatisering, wat leidt tot verschillende definities. Tegenwoordig is de consensus dat stigmatisering een sociaal proces is dat plaatsvindt onder stigmatiseerders, en dat stigmatisering niet slechts het gevolg is van het hebben van een ongewenste eigenschap. Link en Phelan (2001) stellen dat stigmatisering het gevolg is van vier samenvloeiende en elkaar versterkende  (sociale) processen. Allereerst onderscheiden en labelen mensen hun verschillen. Een tweede proces houdt in dat dominante culturele ideeën ervoor zorgen dat gelabelde personen aan ongewenste of negatieve stereotypes worden gelinkt. In het derde proces worden gelabelde personen in verschillende categorieën geplaatst, om in enige mate een distinctie tussen 'wij' en 'zij' te bewerkstelligen. Tijdens het vierde proces verliezen gelabelde personen hun status en ervaren zij discriminatie, wat leidt tot ongelijkheden. 

## Gezondheidsgerelateerd stigma
Verschillende eigenschappen of kenmerken kunnen gestigmatiseerd worden. Welbekend en illustratief is het fenomeen van gezondheidsgerelateerd stigma. Een algemeen geaccepteerde definitie hiervan is: "Een sociaal proces, ervaren of geanticipeerd, gekenmerkt door exclusie, verwerping, beschuldigen en devaluatie ten gevolge van ervaring met, perceptie van of gerechtvaardigde anticipatie van een negatieve sociale veroordeling betreffende een persoon of groep. De fundatie voor deze veroordeling is iemands kenmerk als gevolg van een ziekte. Deze veroordeling is, medisch gezien, ongewenst."

Naast deze definitie heeft Weiss (2008) een framework ontwikkeld, gebaseerd op eerder werk van Scambler, om stigma en stigmatisering verder te conceptualizeren. 

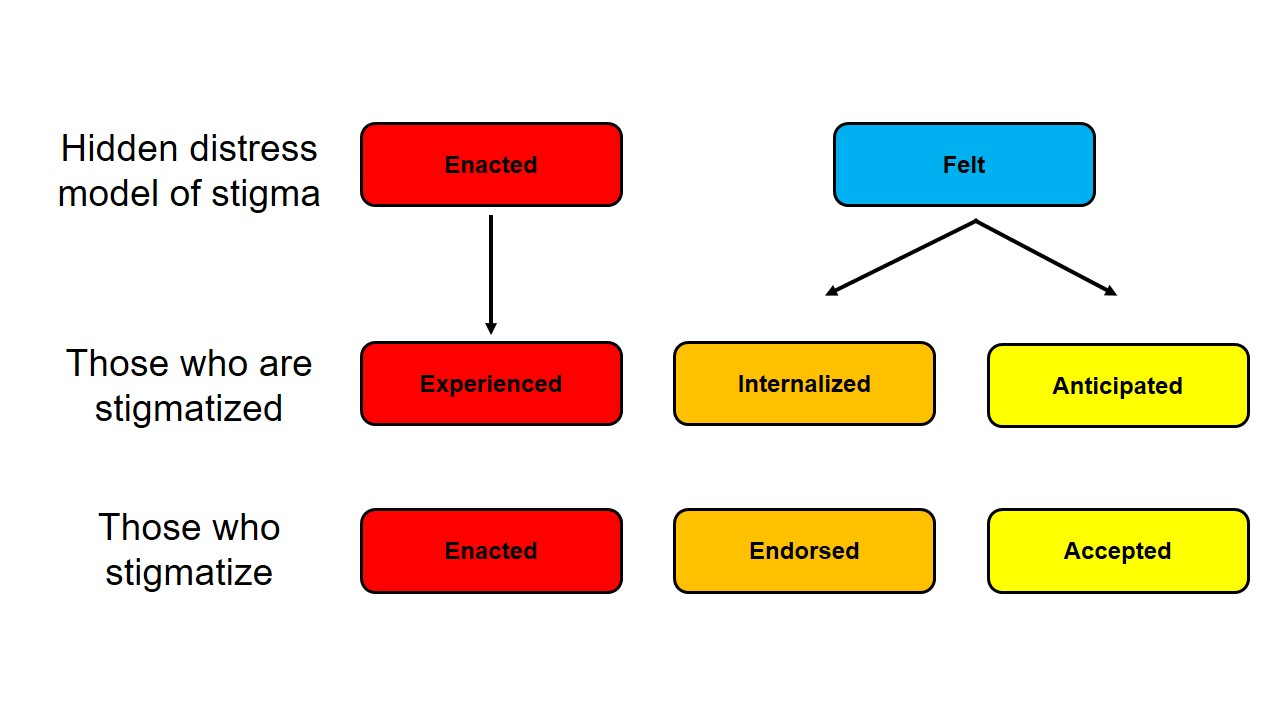
Conceptual framework, as described by Weiss (2008) on stigma

 Dit framework maakt een verschil tussen degenen die gestigmatiseerd worden en de stigmatiseerders. Voor degenen die gestigmatiseerd worden, worden twee typen stigma onderscheiden: ervaren stigma en gevoeld stigma. Ervaren stigma omvat de feitelijke ervaring van stigmatisatie: een negatieve, gestigmatiseerde karaktereigenschap wordt gekoppeld aan de identiteit van de gestigmatiseerde, bijvoorbeeld het ongeschikt worden geacht voor het huwelijk vanwege een ziekte. Gevoeld stigma, daarentegen, omvat geïnternaliseerd stigma. Dit is het proces waarin een persoon met een gestigmatiseerde eigenschap de veronderstelde buitensluitende gedachten van de maatschappij accepteert en hem- of haarzelf zelf-stigmatiseerd. Naast geïnternaliseerd stigma omvat gevoelde stigma ook geanticipeerd stigma, wat inhoudt dat de gestigmatiseerde persoon stigmatisatie verwacht of anticipeerd ten gevolge van zijn of haar gezondheid. Dit kan leiden tot onder andere het verhullen van een ziekte. 
Evenzo, zijn er drie typen stigma te onderscheiden vanuit het perspectief van een stigmatiserend persoon, volgens dit model. Allereerst uitgevoerd stigma, wat de feitelijke actie van stigmatisatie omvat, dus het actief meedoen in het proces van (sociale) exclusie of andere daden jegens een persoon met het gestigmatiseerde kenmerk. Ten tweede, gesteunde stigmatisatie, wat inhoudt dat een stigmatiseerder rechtvaardiging en steun verleent aan de (sociale) exclusie van gestigmatiseerde personen, maar de stigmatiseerder zelf onthoudt zichzelf van actief participeren aan de stigmatisatie. Ten derde, geaccepteerd stigma, wat inhoudt dat stigmatiserende acties van anderen geaccepteerd worden, zonder deze openlijk te steunen. Geaccepteerd stigma komt vaak voor als omstanders een gevoel van onmacht hebben Er moet opgemerkt worden dat er verschillende conceptuele modellen en definities voor stigma bestaan.

## Stigma rondom lepra
Een sprekend voorbeeld van gezondheidsgerelateerd stigma is stigmatisatie jegens mensen met lepra. De geschiedenis van stigmatisatie rondom lepra gaat ver terug. In de Hindoeistische Wetten van Manu, welke gedateerd worden op 1500 voor Christus, wordt al gesteld: "[...] eenieder die lijdt onder lepra [...] en eenieder die kwaadspreekt moet ontweken worden." Deze quote toont aan dat stigma gerelateerd aan lepra al ver voor de geboorte van Christus bestond in India. Echter, afgeleid uit de Bijbel en Romeinse geschriften werden in Europa en Mesopotamië lepra-patiënten op eenzelfde manier behandeld. In die tijden was de oorzaak of behandeling voor lepra nog niet bekend. Een gebrek aan kennis over lepra is een welbekende katalysator voor stigmatisatie.
Onderzoek heeft uitgewezen dat naast een gebrek aan kennis over lepra, vele anderen factoren een rol spelen bij het initieren en in stand houden van lepra-gerelateerd stigma. Naast een gebrek aan relevante en correcte kennis, zijn de lichamelijke manifestaties die onbehandelde lepra met zich mee kan brengen katalysatoren voor stigma. Lichamelijke manifestaties kunnen mensen angst aanjagen. Daarnaast speelt angst voor sociale exclusie door het omgaan met een gestigmatiseerd persoon (ook wel associatief stigma genoemd) of angst voor besmetting spelen ook een rol, evenals religieuze en culturele ideeën. Voorbeelden van deze religieuze en culturele ideeën zijn dat lepra een straf van God, of van de goden is, bijvoorbeeld voor slechte daden uit een eerder leven. Ergo, iemand heeft dus lepra omdat diegene immoreel geleefd heeft. De angst voor eventuele overdracht van immoraliteit leidt tot sociale exclusie. 
De gevolgen van stigma rondom lepra zijn groot. Mensen worden buiten de maatschappij geplaatst en zijn gedwongen te leven in lepradorpen of -koloniën, al gebeurt dit tegenwoordig in mindere mate. Angst voor stigma kan leiden tot 'zelfstigma', en uiteindelijk tot het verhullen van de ziekte. Echter, het verhullen van een ziekte leidt tot vertragingen in detectie, diagnose en behandeling van lepra, waardoor de ziekte zich verder kan ontwikkelen en ook overgedragen kan worden. 